# Сидоренков, Олег Анатольевич
Олег Анатольевич Сидоренков (13 июня 1976, Смоленск, СССР) — российский футболист, защитник. Тренер

## Биография
Воспитанник смоленского футбола. Начинал карьеру в местной команде «СКИФ». С 1996 по 2000 год играл в высшей лиги Белоруссии за клуб «Нафтан-Девон». Всего в элите белорусского футбола провёл 54 матча и забил 1 гол. Чуть позже вернулся в Россию, выступал за ряд клубов Второго дивизиона: «Динамо» (Вологда), «Шексна» (Череповец), «Локомотив» (Лиски) и «Днепр» (Смоленск). Завершал карьеру в Белоруссии.
С 2012 года работал тренером в белорусском «Нафтане» из Новополоцка.